# Зица
Зи́ца (греч. Ζίτσα) — деревня в Греции. Расположена на высоте 636 метров над уровнем моря, в километре к западу от места древнего города Додоны, в 20 километрах к северо-западу от Янины, в 218 километрах к юго-западу от Салоник и в 332 километрах к северо-западу от Афин. Входит в одноимённую общину (дим) в периферийной единице Янине в периферии Эпире. Население 613 жителей по переписи 2011 года.
Южнее деревни проходит национальная дорога 6 Янина — Игуменица, часть европейского маршрута E92.

## Сообщество Зица
Сообщество Зица создано в 1919 году (ΦΕΚ 184Α). В местное сообщество Зица входят три населённых пункта. Население 676 жителей по переписи 2011 года. Площадь 29,169 квадратных километров.
| Населённый пункт | Население (2011), человек |
| ---------------- | ------------------------- |
| Зица             | 613                       |
| Мелисион         | 9                         |
| Сакеларикон      | 54                        |

## Население
| Год  | Население, человек |
| ---- | ------------------ |
| 1991 | 759                |
| 2001 | 756                |
| 2011 | ↘ 613              |

## Известные уроженцы
- Асопиос, Константин (1785—1872) — греческий учёный, филолог, педагог.